# Punta Nordend
La punta Nordend (4609 m s. n. m.) es la segunda cima, en orden de altura, del macizo del monte Rosa en los Alpes Valesanos. Es la cuarta de toda la cadena alpina. Es la más septentrional del macizo del Monte Rosa, pero a pesar de su altura considerable, se ve un poco eclipsado por la punta Dufour. 
Se trata de una cumbre altiva con capas glaciares de enorme grosor, que descansan sobre ella, y una arista de nieve dura.
Desde su cumbre se puede contemplar la cara este del Monte Rosa, que se precipita a lo largo de más de 2500 metros, así como del Couloir Marinelli y de Macugnaga.
- Datos: Q30397
- Multimedia: Nordend / Q30397